# Настройщик (фильм, 2025)
«Настройщик» (англ. Tuner) — предстоящий триллер режиссёра Даниэля Роэра, по сценарию, написанному им совместно с Робертом Рамсеем. Главные роли исполняют Лео Вудалл, Дастин Хоффман, Гавана Роуз Лю, Жан Рено, Лиор Раз и Това Фельдшу.

## Сюжет
Фильм рассказывает историю талантливого настройщика пианино, чья жизнь переворачивается вверх дном, когда он обнаруживает, что его скрупулезные навыки настройки фортепиано столь же успешно применимы для взлома сейфов.

## В ролях
- Лео Вудалл — Ники Уайт
- Дастин Хоффман — Гарри Горвиц
- Гавана Роуз Лю — Руфь
- Жан Рено
- Лиор Раз
- Това Фельдшух
- Гил Коэн

## Производство
В августе 2024 года было объявлено, что Лео Вудалл и Дастин Хоффман присоединились к актёрскому составу фильма, режиссером стал Даниэль Рёер, сценаристами выступили сам режиссер вместе с Робертом Рамсеем. Продюсерами выступают киностудии Black Bear Pictures и Elevation Pictures.
В октябре 2024 года к актёрскому составу присоединились Гавана Роуз Лю, Жан Рено, Лиор Раз и Това Фельдшух.
Основные съёмки начались также в октябре 2024 года в городе Торонто.
Премьера фильма запланирована на 8 сентября 2025 года на Международном кинофестивале в Торонто..